# Brutalistul
Brutalistul (în engleză The Brutalist) este un film dramatic regizat de Brady Corbet⁠(d) după un scenariu de Mona Fastvold[*]. În rolurile principale au interpretat actorii Adrien Brody, Felicity Jones și Guy Pearce.
A fost produs de studiourile Brookstreet Pictures[*] și a avut premiera la 1 septembrie 2024, fiind distribuit de A24. Coloana sonoră a fost compusă de Daniel Blumberg[*]. 
Cheltuielile de producție s-au ridicat la 9.600.000 $ .

## Distribuție
Au interpretat actorii:

Adrien Brody (László Tóth)
Felicity Jones
Guy Pearce
Joe Alwyn[*]
Raffey Cassidy[*]
Ariane Labed[*]
Stacy Martin[*]
Emma Laird[*]
Isaac de Bankolé[*]
Alessandro Nivola
Jonathan Hyde
Peter Polycarpou[*]  